# سلطنة الواحدي في عزان
 سلطنة الواحدي في عزان هي واحدة من أصل أربع سلطنات واحدية في المنطقة والتي أصبحت جزءاً من محمية عدن البريطانية. تأسست في عام 1830 وظلت قائمة حتى 4 مايو 1881، عندما أصبحت جزءاً من سلطنة الواحدي في بالحاف.